# Fraizer Campbell
Fraizer Lee Campbell (Huddersfield, Inglaterra, 13 de septiembre de 1987), más conocido como Fraizer Campbell, es un futbolista inglés. Juega de delantero y se encuentra sin equipo tras finalizar su contrato con el Huddersfield Town A. F. C. de Inglaterra.

## Trayectoria
Fraizer Campbell comenzó su carrera profesional en liga juvenil del Manchester United Reserves. Su ingreso a dicha liga fue el 1 de julio de 2004, mediante la firma de un contrato que acordaba su inclusión en la categoría Sub-18. Ahí, anotó catorce goles en veintidós apariciones. Esto último le brindó la oportunidad de jugar cinco ocasiones para el equipo de reserva del club; anotando un gol en una de ellas. La siguiente temporada, 2005-06, hizo trece apariciones y nueve anotaciones más para el equipo sub-18 de la liga juvenil. Sin embargo, destacó mayormente como jugador de las reservas; convirtiéndose, con nueve anotaciones, en el segundo mejor goleador de la temporada. Junto al equipo, se proclamó campeón del triplete Premier Reserve League-North/South Play-off Shield-Manchester Senior Cup.

### Manchester United
En noviembre de 2005, Campbell fue incluido en la plantilla principal del Manchester United. Posteriormente, el 8 de enero de 2006, formó parte de la nómina que se enfrentó contra el Burton Albion en la tercera ronda de la FA Cup; siendo de esta forma considerado, por primera vez, para jugar como parte del equipo principal, aunque no llegó a ingresar al terreno de juego. A pesar de ello, Campbell firmó su contrato profesional el 22 de marzo de 2006 e hizo su debut, como jugador substituto de Kieran Richardson, el 9 de mayo del mismo año en un partido amistoso que se llevó a cabo en homenaje a Roy Keane. En dicho encuentro, confrontó en el Old Trafford al Celtic de Escocia. El 31 de julio de 2006, jugó substituyendo a Wayne Rooney en un partido amistoso de pretemporada, que se realizó contra el Macclesfield Town

### Royal Antwerp
Al final del verano de 2006, Campbell fue cedido al Royal Antwerp por la primera mitad de la temporada 2006-07. Sus compañeros Danny Simpson, Jonny Evans y Darron Gibson también fueron cedidos como parte del acuerdo con el Royal Antwerp. A diferencia de Jonny Evans y Danny Simpson, Gibson y Campbell permanecieron en la segunda mitad de la temporada. En el Antwerp, adquirió un promedio de dos goles por cada tres partidos; convirtiéndose en un favorito de la afición del Royal, quien le sobrenombró como Super Campbell. En su regreso al Manchester United, en el verano de 2007, Campbell hizo su debut competitivo en un partido contra el Manchester City. En dicho encuentro, llevado a cabo el 19 de agosto de 2007 como parte de la FA Premier League, entró en calidad de jugador substituto de Michael Carrick.

### Hull City
A principios de la temporada 2007-08, permaneció como jugador del United. Así, el 26 de septiembre de 2007, jugó contra el Coventry City en el partido del tercer asalto de la Carling Cup; entrando como jugador substituto de Lee Robert Martin. A mediados de octubre de 2007, se unió al Hull City de la League Championship, mediante un acuerdo de cesión por el resto de la primera mitad de la temporada en curso. Su cesión, acordada hasta enero de 2008, destacó por la anotación de dos goles en su debut localista contra el Barnsley. Después de su actuación en un partido del 26 de diciembre de 2007, donde hizo una anotación y un pase para gol contra el Wolverhampton Wanderers; Phil Brown, entrenador del Hull City, expresó su interés en extender la cesión de Campbell hasta el final de la temporada 2007/08. Sir Alex Ferguson confirmó, el 28 de diciembre de 2007, que Campbell permanecería con los Tigers hasta el término de la temporada.
En suma, durante su cesión completa, anotó quince goles; convirtiéndose en el mejor goleador de la temporada. Adicionalmente, el 24 de mayo de 2008, jugó en el Championship play-off que se llevó a cabo contra el Bristol City en el Wembley Stadium. La victoria obtenida en este partido, gracias al gol de Dean Windass, permitió que el Hull City ascendiera a la Premier League por primera ocasión en su historia futbolística. Al término de su estancia en el Hull, Campbell describió su cesión como la «mejor jugada de su carrera». Así, en julio de 2008, regresó al Manchester United; jugando en algunos partidos amistosos de la pretemporada. El 26 de julio de ese año, en el tour de verano por Sudáfrica, anotó un gol en la final del Vodacom Challenge que se realizó contra el Kaizer Chiefs. El 2 de agosto, en el partido en honor a Ole Gunnar Solskjær, anotó otro gol más. En esta ocasión, su anotación fue decisiva para alcanzar el triunfo contra el RCD Espanyol. Después de su desempeño en este último partido, Alex Ferguson confirmó que Campbell permanecería jugando para el club en la siguiente temporada.

### Tottenham Hotspur
A principios de la temporada 2008-09, tal como se confirmó, Campbell permaneció nuevamente como jugador del United. Así, el 17 de agosto de 2008, se enfrentó contra el Newcastle United; haciendo su debut competitivo en la Premier League y entrando, por primera vez, como jugador titular del club. Sin embargo, el 1 de septiembre de 2008, fue cedido al Tottenham Hotspur. Su cesión se debió a un acuerdo que el United concretó con el Tottenham, en el cual se determinó el fichaje de Dimitar Berbatov a cambio de £30.75 millones y la cesión de Campbell durante una temporada. Su debut como jugador del Tottenham fue contra el Wisła Kraków. En este partido, efectuado como parte de la primera ronda de la Copa UEFA, entró como substituto de Aaron Lennon y dio un pase de gol para Darren Bent, quien hizo la anotación decisiva del encuentro.

## Selección nacional
El 18 de marzo de 2008, durante su cesión en el Hull City, Campbell recibió su primera llamada a la selección sub-21 de Inglaterra. Su llamado fue hecho por Stuart Pearce, entrenador de la selección inglesa, debido a un partido amistoso que se disputaría contra la selección polaca. Así, el 25 de marzo de 2008, hizo su debut en dicho amistoso contra la selección de Polonia; entrando como jugador substituto de Cameron Jerome, en el Molineux Stadium de los Wolverhampton Wanderers.

## Clubes
| Club                             | País       | Año       |
| -------------------------------- | ---------- | --------- |
| Manchester United F. C.          | Inglaterra | 2006-2009 |
| Royal Antwerp F. C. (cedido)     | Bélgica    | 2006-2007 |
| Hull City A. F. C. (cedido)      | Inglaterra | 2007-2008 |
| Tottenham Hotspur F. C. (cedido) | Inglaterra | 2008-2009 |
| Sunderland A. F. C.              | Inglaterra | 2009-2013 |
| Cardiff City F. C.               | Gales      | 2013-2014 |
| Crystal Palace F. C.             | Inglaterra | 2014-2017 |
| Hull City A. F. C.               | Inglaterra | 2017-2019 |
| Huddersfield Town A. F. C.       | Inglaterra | 2019-2022 |

## Palmarés

### Campeonatos nacionales
| Título                       | Club                    | País       | Año  |
| ---------------------------- | ----------------------- | ---------- | ---- |
| Community Shield             | Manchester United F. C. | Inglaterra | 2008 |
| Football League Championship | Cardiff City F. C.      | Inglaterra | 2013 |